# Clachan
Clachan – rodzaj reliktowego osadnictwa celtyckiego występującego w Szkocji, Irlandii, a także  w Anglii. Nieduża osada bez regularnego planu, zamieszkała przez członków jednej rodziny. Osadnictwo tego typu było związane z rolnictwem, hodowlą i pasterstwem.